# Панкратов Денис Володимирович
Денис Володимирович Панкратов (рос. Денис Владимирович Панкратов, нар. 4 липня 1974, Волгоград, РРФСР) — російський плавець, дворазовий олімпійський чемпіон, та срібний призер Олімпійських ігор 1996 року, чемпіон світу та п'ятиразовий чемпіон Європи.

## Виступи на Олімпійських іграх
| Олімпіада      | Дисципліна         | Місце |
| -------------- | ------------------ | ----- |
| Барселона 1992 | 200 м батерфляєм   | 6     |
| Атланта 1996   | 100 м батерфляєм   | 1     |
| Атланта 1996   | 200 м батерфляєм   | 1     |
| Атланта 1996   | 4x100 м комплексом | 2     |
| Сідней 2000    | 200 м батерфляєм   | 7     |